# قصيدة الزفاف
قصيدة أو أغنية الزفاف هي قصيدة مكتوبة للعروس في تقال وهي في طريقها إلى غرفة الزوجية. استمر هذا الشكل في التراث الشعبي عبر تاريخ العالم القديم؛ فقد كتب الشاعر الروماني كتولوس كتابًا شهيرًا بها ، تُرجم من أو على الأقل مستوحى من عمل صافة المفقود الآن. وبحسب أوريجانوس فإن سفر نشيد الأنشاد قد يكون رمزًا لعقد زواج سليمان من ابنة فرعون.

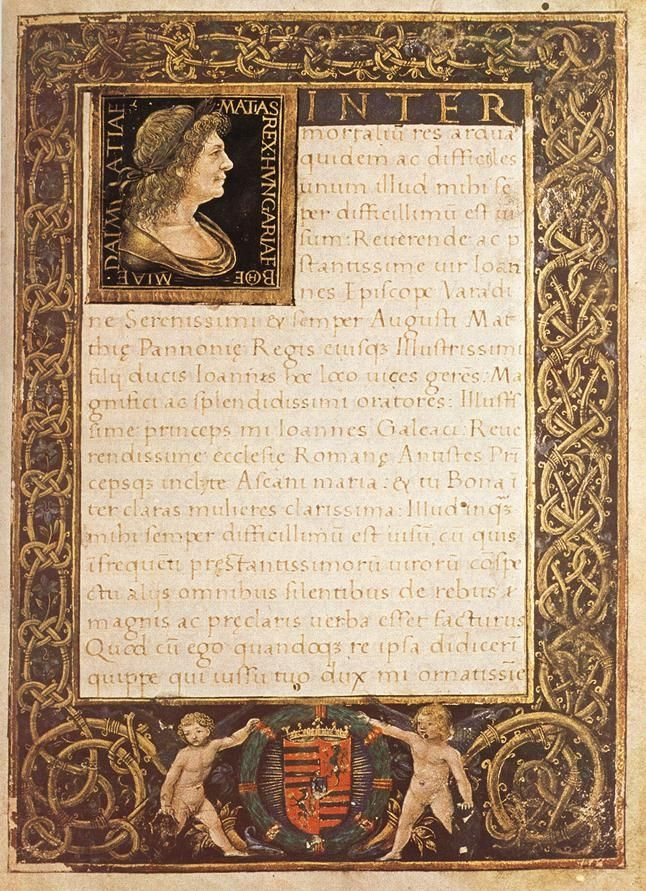

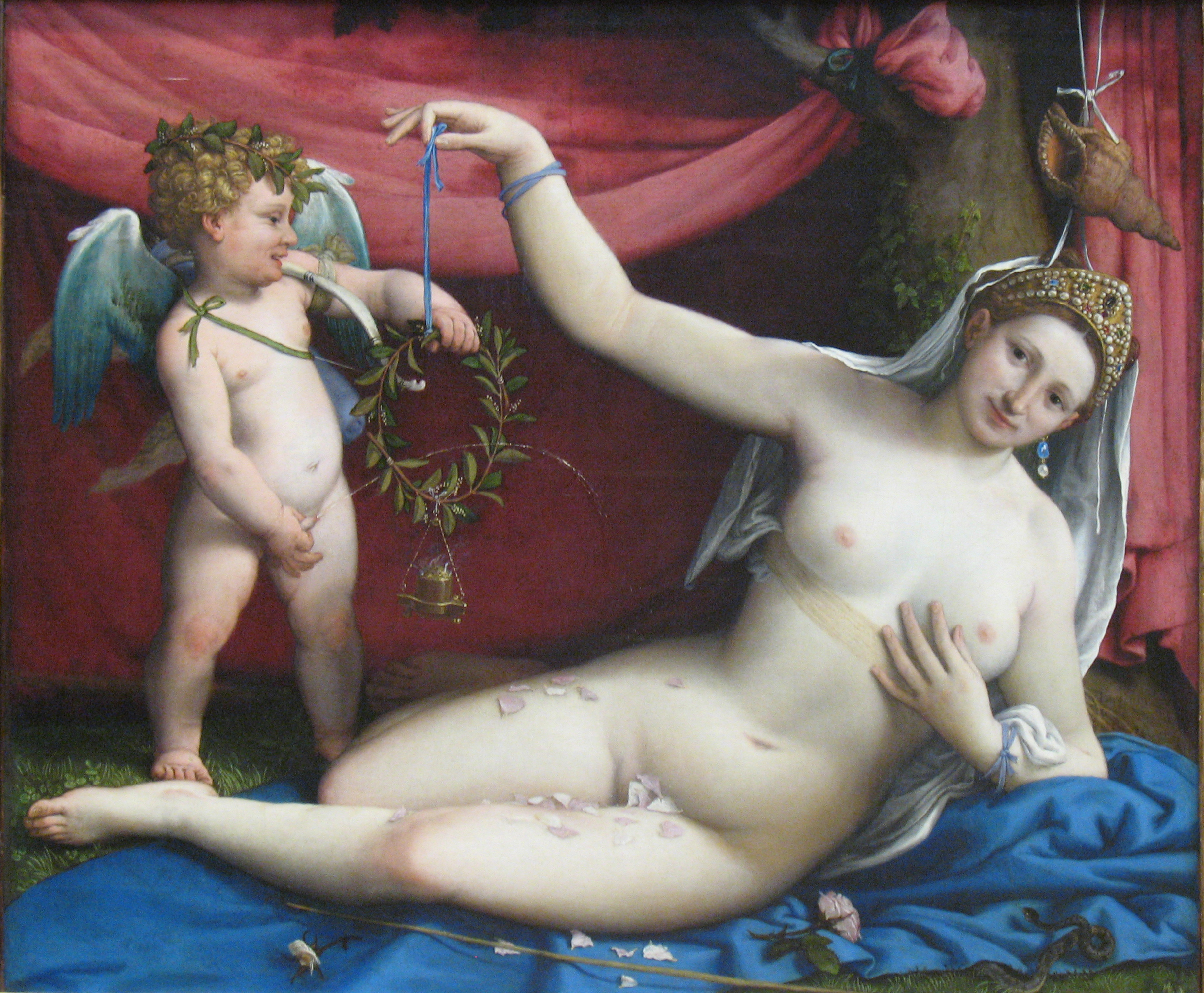

- شِعر